# الجن (فلم)
الجن  (بالإنجليزية: Djinn) هو فيلم رعب تم إنتاجه في الإمارات العربية المتحدة وصدر في سنة 2013. الفيلم من إخراج توبي هوبر وكتابة ديفيد تولي. من بطولة عائشة هارت.

## القصة
زوجان شابان يعودان إلى بلدهما الأم ويسكنان شقةً في رأس الخيمة بالإمارات العربية المتحدة، ويعتقد الزوجان أن حياتهما ستستقر، إلا أنهما يكتشفان أن جيرانهما ليسوا بشرًا بل هم من الجان. حينها يبدآن معًا في رحلة اكتشاف حقيقة «الجان» الذي يحاول النيل منهما.

## وصلات خارجية
- الجن على موقع IMDb (الإنجليزية)
- الجن على موقع روتن توميتوز (الإنجليزية)
- الجن على موقع قاعدة بيانات الأفلام العربية
- الجن على موقع ألو سيني (الفرنسية)
- الجن على موقع Turner Classic Movies (الإنجليزية)
- الجن على موقع أول موفي (الإنجليزية)
- الجن على موقع فيلمافينيتي (الإسبانية)
- الجن على موقع قاعدة بيانات الفيلم (الإنجليزية)
- الجن على موقع ليتربوكسد (الإنجليزية)
- الجن على موقع كينوبويسك (الروسية)